# آلان باكو
آلان باكو (بالفرنسية: Alain Paco)‏ هو لاعب اتحاد الرغبي فرنسي، ولد في 1 مارس 1952 في بيزييه في فرنسا.

## وصلات خارجية
- آلان باكو عل موقع إسبنسكروم (الإنجليزية)